# Gaylord (Kansas)
Pour les articles homonymes, voir Gaylord.
Gaylord est une ville américaine située dans le comté de Smith, au Kansas. Selon le recensement de 2020, sa population est de 87 habitants.